# Hauchiella renilla
Hauchiella renilla är en ringmaskart som beskrevs av Anne D. Hutchings och Glasby 1986. Hauchiella renilla ingår i släktet Hauchiella och familjen Terebellidae. Inga underarter finns listade i Catalogue of Life.